# Matt Nagy
Matt Nagy (Dunellen, 24 aprile 1978) è un ex giocatore di football americano e allenatore di football americano statunitense che svolge il ruolo di coordinatore dell'attacco dei Kansas City Chiefs della National Football League (NFL).

## Carriera
Nagy giocò come quarterback nella Arena Football League dal 2002 al 2008. Iniziò la carriera da assistente allenatore con i Philadelphia Eagles nel 2009, rimanendo anche per breve tempo nel roster della squadra dopo l'infortunio del quarterback di riserva Kevin Kolb. Nel 2011 e 2012 fu promosso nel ruolo di controllo qualità dell'attacco, prima di diventare l'allenatore dei quarterback dei Kansas City Chiefs. Nel 2016 fu promosso a coordinatore offensivo della squadra, ruolo che mantenne per due stagioni, nelle quali la squadra conquistò due titoli di division.
L'8 giugno 2018, Nagy fu assunto come nuovo capo-allenatore dei Chicago Bears. Al termine della sua prima stagione nel nuovo ruolo, venne nominato allenatore dell'anno della NFL dall'Associated Press.

## Record come capo-allenatore
| Squadra | Anno   | Stagione regolare | Stagione regolare | Stagione regolare | Stagione regolare | Playoff | Playoff | Playoff                                             |
| Squadra | Anno   | Vinte             | Perse             | Pareggiate        | Posizione         | Vinte   | Perse   | Risultato                                           |
| ------- | ------ | ----------------- | ----------------- | ----------------- | ----------------- | ------- | ------- | --------------------------------------------------- |
| CHI     | 2018   | 12                | 4                 | 0                 | 1° NFC North      | 0       | 1       | Uscì al Wild Card Game contro i Philadelphia Eagles |
| CHI     | 2019   | 8                 | 8                 | 0                 | 3° NFC North      | -       | -       | -                                                   |
| CHI     | 2020   | 8                 | 8                 | 0                 | 2° NFC North      | 0       | 1       | Uscì al Wild Card Game contro i New Orleans Saints  |
| Totale  | Totale | 28                | 20                | 0                 | -                 | 0       | 2       | -                                                   |

## Palmarès
- Allenatore dell'anno: 1

2018
- Super Bowl : 2

Kansas City Chiefs: LVII (come all. quarterback), LVIII (come coord. attacco)